# Rodrigo Malmierca Díaz
Rodrigo Malmierca Díaz (La Habana, 14 de octubre de 1956) es un político y diplomático cubano, ministro del Comercio Exterior y la Inversión Extranjera desde 2009. Previamente fue representante de su país ante la Organización de las Naciones Unidas en la ciudad de Nueva York.

## Biografía

### Educación
Se graduó en economía en la Universidad de La Habana en 1980. Realizó varios cursos de postgrado, entre ellos de relaciones internacionales y técnicas de negociación en el Instituto Superior de Relaciones Internacionales de La Habana; en comercio exterior en el Instituto de Comercio Exterior del Ministerio de Comercio Exterior de La Habana, y alternativas económicas para América Latina en la Comisión Económica para América Latina y el Caribe (CEPAL) y en el Centro de Investigación y Docencia Económica (CIDE) en la Ciudad de México. Habla cuatro idiomas: español, inglés, francés y portugués.

### Carrera
Comenzó su carrera en 1981 en ECIMETAL, empresa de aluminio propiedad del Ministerio del Comercio Exterior y la Inversión Extranjera (MINCEX) cubano. Desde 1982 a 1992 fue especialista en cooperación en la División de Instituciones Económicas Internacionales del Comité Estatal de Cooperación Económica en La Habana. Hasta 1997 fue consejero a cargo de asuntos económicos y comerciales en la Embajada de Cuba en Brasilia, Brasil.
En el MINCEX, fue director de la División Europea y América del Norte de 1997 a 1998 y viceministro entre 1998 y 2002. Entre 2002 y 2005 fue Embajador de Cuba en Bélgica, la Unión Europea y Luxemburgo. En diciembre de 2005 presentó sus cartas credenciales ante Kofi Annan como representante permanente ante las Naciones Unidas.
En marzo de 2009 Raúl Castro lo designó al frente del MINCEX.